# Samoana diaphana
Samoana diaphana е вид коремоного от семейство Partulidae. Видът е застрашен от изчезване.

## Разпространение
Видът е ендемичен за Френска Полинезия.